# Senec
|  | No s'ha de confondre amb Seneç. |

Senec és una ciutat d'Eslovàquia. Es troba a la regió de Bratislava, és capital del districte de Senec.

## Història
La vila fou fundada el 1252 i ja gaudí de privilegis d'ençà el segle xv. El nom actual de la vila, Senec, s'empra d'ençà la primera meitat del segle XX i deriva dels noms històrics Zemch i Szempc. D'altra banda, la denominació alemanya històrica és Wartberg, prou utilitzada al passat.
La vila fou annexionada per Hongria després del primer arbitratge de Viena el 2 de novembre de 1938, any en què la ciutat tenia 5.559 habitants. Després de l'alliberament, la ciutat es reintegrà a la reconstituïda Txecoslovàquia.

## Demografia
| Godina             | 1994   | 2004   | 2014    | 2024    |
| ------------------ | ------ | ------ | ------- | ------- |
| Nombre de persones | 14.831 | 15.193 | 18.208  | 20.234  |
| Diferència         |        | +2,44% | +19,84% | +11,12% |

| Godina             | 2023   | 2024   |
| ------------------ | ------ | ------ |
| Nombre de persones | 20.192 | 20.234 |
| Diferència         |        | +0,20% |

## Ciutats agermanades
- Parndorf, Àustria
- Mosonmagyaróvár, Hongria
- Senj, Croàcia

1. 1 2  «Počet obyvateľov podľa pohlavia - obce (ročne) [om7101rr_obce=AREAS_SK]».   Statistical Office of the Slovak Republic, 31-03-2025. [Consulta: 31 març 2025].